# Киргиз-кайсаки
Киргиз-кайсаки — экзоним, внутри которого объединялись все проживавшие на территории Русского царства и Российской империи носители «киргиз-кайсацкого языка», то есть казахские и бо́льшая часть киргизских родов, чьи языки, образовывавшие диалектный континуум, считались царской администрацией диалектами единого наречия.

## История
«Киргизы» — собирательный этноним, принятый в Российской империи и объединяющий казахов и часть киргизских родов.
1. Первые составляли основное население в Семипалатинской, Сыр-Дарьинской, Акмолинской, Тургайской, Уральской и северной части Семиреченской областей Российской Империи, занимавших в то время территорию нынешнего Казахстана и некоторые прилегающие земли.
2. Вторые составляли большинство в южной части Семиреченской области — в Пржевальском (вокруг Иссык-Куля и в районе Нарына) и в Пишпекском уездах, жили на востоке Аулие-Атинского (в Таласской долине) и Ташкентского уездов Сыр-Дарьинской области, а также составляли часть «киргиз-кайсаков» Ходжентского и Джизакского уездов Самаркандской области[3][4][5]. Незначительное количество киргиз-кайсаков (как казахов, так и киргизов) также проживало в автономных Бухарском и Хивинском ханствах, не охватывавшихся общеимперскими переписями.

Обособлено выделились от рассматриваемого этнонима киргизы, как кара-киргизы, только в Ферганской области, образованной на месте Кокандского ханства.
Официальные структуры Российской империи, в XVIII веке продвинувшей свои границы далеко на восток и активно заселявшей Урал и Южную Сибирь, столкнулись с проблемой. Нужно было как-то различать казаков, живущих на Дону и Кубани, и тюркоязычных казахов, называвших себя тем же словом. Есть версия, что именно поэтому получил распространение этноним «киргиз-кайсак», где «кайсак» — это искажённое слово «казак». Впоследствии дополнение «кайсак» часто исчезало из составного этнонима и казахов в Российской империи порой именовали просто «киргизами».
Кроме того, во времена Империи в Азии чиновники и переписчики, как правило, работали через переводчиков (русский язык получил всеобщее распространение только в советское время) и часто не разбирались в сложной структуре казахских и киргизских племён и родов (часто использовавшихся кочевым населением для самоопределения). По этой причине они использовали обобщающее понятие, не зная, какие племена и рода считать казахскими, а какие — киргизскими.
При этом, есть сведения о том, что первые контакты России с Казахским ханством начались уже при Иване III (1462—1505) и Василии III (1505—1533). То есть — вскоре после распада Золотой Орды, с которой Московское княжество было знакомо очень хорошо. Эти контакты были отражены в посольских записях из архивов московских князей. Сами соответствующие документы до наших дней не дошли (или ещё не найдены), но в научном обороте есть архивные описи, к примеру — свидетельствующие о контактах Московского княжества и хана Касыма (1511—1521).

## Исторические источники
Существует следующая версия о причинах распространения этнонима «киргизы» также и на казахов, озвученная ведущей сотрудницей Института истории и этнологии министерства образования и науки Республики Казахстан И. В. Ерофеевой. Во время приезда в Петербург в 1734 г. казахской делегации для закрепления условий подданства, понадобилась рекламная публикация. Для этого корреспонденты «Санкт-Петербургских ведомостей» спешно перевели кусок произведения «Северная и Восточная Тартария» амстердамского купца и бургомистра Николая Корнелиуссона Витзена, находившегося в конце XVII века по приглашению Петра I в России, откуда было взято описание енисейских киргизов (хакасов). Поскольку такой этноним появился в официальном органе царского правительства, то он был воспринята как закон для употребления.
С другой стороны, публикации с описанием народа в «СПб ведомостях» за 1734 год не прослеживается, только публикация с описанием посольства, названного «киргиз-кайсацким».
В. В. Бартольд сообщает в своём очерке по истории киргизов, что первое известное упоминание термина «киргиз-кайсаки» встречается задолго до казахского посольства — в сентябре 1721 года, в сообщениях о переговорах ойратского (точнее — джунгарского) посла Борокургана с канцлером графом Головкиным. Джунгары хотели вступить в российское подданство, чтобы получить защиту от Китая, но затем, по прибытии ответного российского посольства, передумали, возможно потому, что в Китае изменилась политическая ситуация — умер император Канси (Сюанье), гроза джунгар.
С другой стороны, в записках возглавлявшего ответное посольство к джунгарам офицера Ивана Унковского несколько раз говорится о «казаках» и «казачьей орде» без добавления слова «киргизы». При этом, Унковский же порой называет казахов киргизами, к примеру — в рассказе о происходивших в 1716 году, за несколько лет до посольства, боях между русскими и ойратами на Иртыше.
Во время переговоров с Унковским в августе 1723 года хунтайджи Цэван-Рабдан также, судя по всему, распространял термин киргизы на казахские рода. Таким образом, изначальными авторами распространения имени киргизы на казахов, по мнению Бартольда, могут быть ойраты, тесно контактировавшие как с киргизами, так и с казахами долгое время, и уже от джунгар такая практика распространилась среди российских чиновников.
В том, что касается начала более широкого распространения термина киргиз-кайсаки, Бартольд приводит ссылку на публикацию в Санкт-Петербургских ведомостях за 1734 г. Публикация эта была в номере 13 за четырнадцатое февраля 1734 г, и касалась прибытия к императрице Анне Иоанновне посольства от хана Младшего жуза Абулхаира. В составе посольства присутствовал сын Абулхаира Ералы. Вот как об этом писала газета:
«В прошедшее воскресенье допущены были пред Ея Императорское Величество не башкирские но Киргис-Кайсацкие Татары. Они приехали сюда за несколько недель от великой и славной по ту сторону Каспийскаго моря живущей Татарской Орды. Ими владеющий Хан называется Абул Хаир и может 100000 легкаго коннаго войска с огненным ружьём из своей Орды собрать. В 1731 году принят он по своему прошению в вечные подданные Ея Императорского Величества, и того ради своего сына Эрали Султана да внутчатнаго брата Князя [Нияза] Султана с тамошними знатными старшинами сюда отправил, которые Ея Императорскому Величеству за оную милость персонально благодарить долженствовали… [далее идёт речь Ералы]»
Слово «татары» могло использоваться в то время не только для обозначения соответствующего народа, но и в смыслах «тюрки», «тюркоязычные кочевники». Например, в досоветские и революционные времена также существовала формулировка «бакинские татары» — то есть азербайджанцы.
Неопределённость этнонимов (вызванная не только чиновниками, но и сложностью родовых самоопределений кочевого населения) была существенна, о чём свидетельствует очерк офицера и этнографа В. П. Наливкина «Туземцы раньше и теперь». С 1890 года по 1895 год Наливкин занимал должность инспектора народных училищ Сырдарьинской, Ферганской и Самаркандской областей Туркестанского края, а с 1901 года он являлся помощником военного губернатора Ферганской области.
Въ этнографическомъ и въ бытовомъ отношениіяхъ главнѣйшими народностями, входившими въ составъ туземнаго населенія трехъ коренныхъ областей*) края во время ихъ завоеванія, были: осѣдлые сарты, кочевники киргизы, полукочевники (курама въ Ташкентскомъ уѣздѣ Сыръ-Дарыинской области, такъ называемые узбеки въ Самаркандской и кипчаки и каракалпаки въ Ферганской), татары и туземные, такъ называемые бухарскіе евреи.
Подъ именемъ сартовъ въ Сыръ-Дарьинской, Самаркандской и Ферганской областяхъ разумеется местное мусульманское оседлое населеніе, городское и сельское, которое, не представляя въ разныхъ мѣстностяхъ названных, областей особенно рѣзкихъ различій въ бытовомъ отношеніи, въ этнографическомъ подразделяется на собственно сартовъ, давно уже осѣвшихъ тюрковъ (или узбековъ), ведших раньше кочевой образъ жизни, и таджиковъ, издревле осѣдлыхъ аборигеновъ этой страны, говорящпхъ на болѣе или менѣие своеооразныхъ нарѣчіяхъ персидскаго языка, въ большей, пли меньшей мѣрѣ подвергшихся вліянію языка пришлыхъ завоевателей тюрковѣ, (именуемыхъ также и тюрко- монголами).
- ) Сыръ-Дарьнская, Самаркандская и Ферганская области. Семирѣченская и Закаспійская, мнѣ незнакомы и сравнительно недавно присоединенныя къ Туркестанскому краю, не имѣлись мною въ виду при составлении этого очерка.

Таким образом, Наливкин не выделяет в Сыр-Дарьинской области отдельно киргизов и киргиз-кайсаков (судя по всему, выделяемая им народность курама разделилась впоследствии между казахским и узбекским этносами).
В работе семиреченского врача Н. Л. Зеланда «Киргизы: Этнографический очерк» описываются быт и культура казахов Семиречья. В частности, он писал:
«Как известно, этим именем [киргизы] в России и в Западной Европе называют весь киргизский народ, хотя при этом различают киргиз-кайсаков и дикокаменных киргизов. Между тем название киргиз в буквальном смысле относится только к последним; все прочие киргизы называют себя казаками. „Кайсак“ есть слово испорченное. Хотя, ввиду большого сходства, существующего между настоящими, то есть кара-киргизами и киргиз-кайсаками, неудивительно, что русские распространили одно название на весь народ, но остается открытый вопрос, почему этим общим названием сделалось слово „киргиз“, когда именно киргизы (то есть дикокаменные) географически наиболее отдаленная часть этого народа, и русские с ними по видимому должны были познакомиться позже, чем с казаками, которые сами себя решительно не называют киргизами. Что касается значения и происхождения названий, то оно довольно тёмно»
.
Хоть он и говорит о том, что (некоторые) различают киргиз-кайсаков и «дикокаменных киргизов», он всё же сам называет их одним народом, «на который русские распространили одно название».
С другой стороны, о борьбе между заилийскими кайсаками и киргизами, живущими по берегам Иссык-Куля и в окрестностях Пишпека писал офицер и этнограф Ч. Ч. Валиханов, знавший картину «изнутри».
Заилийский край занят двумя главными родами Большой орды: албанами и дулатами с частью чапраштов, никогда отсюда не выходивших на правый берег Или. На востоке в Илийскую долину иногда выходят дикокаменные киргизы из рода бугу, родовые кочевья которых находятся на юго-восточной стороне Иссык-Куля, а на западе — из родов султы и сарыбагыш, чьи кочевья находятся также на юго-западном берегу того же озера и в окрестностях Пишпека (укрепления, находящегося за Чу и принадлежащего ташкентцам). … Заилийские кайсаки больше других находились под влиянием ташкентского владычества и, находясь в близком соседстве с отдельным независимым народом — киргизами (бурутами), принуждены были вести с ними борьбу, а потому до вступления русских войск за Или эти киргизы Заилийский край считали местом укрывательства и оставались безнаказанно. Ныне, с занятием пункта за Или, вследствие преследования за преступления эти буйные племена сделались более спокойными. …
Валиханов, в отличие от русских исследователей, придаёт в своём описании большое значение родам. Родовая самоидентификация в то время могла быть для кочевников важнее этнической.

## Cовременные представления
Тюрколог академик Василий Бартольд был одним из первых, кто начал анализировать результаты переписи 1897 года на предмет соответствия царского этнонима киргиз-кайсаки казахам и северным киргизам.
Русская перепись 1897 г. признавала киргиз или, как тогда говорили, кара-киргиз только в одной Ферганской области, где их насчитывалось 201 579 душ (в других областях кара-киргизы или, как их ещё называли в XIX в., «дикокаменные киргизы» объединялись вместе с казахами под общим названием «киргизы»).
А. Б. Алдашева (Кыргызский национальный университет, Бишкек) и Г. Т. Телебаев (д-р филос. наук, профессор, Евразийский национальный университет, Астана), в работе, посвящённой казахской диаспоре в Кыргызстане, пишут:
… Как видим [в переписи 1897 г], казахи и кыргызы объединены в одну группу, для которой родным является «киргиз-кайсацкий» язык. Это подтверждает и Бартольд в статье «Киргизы. Исторический очерк».
Ж. М. Сулайманов (канд. филос. наук, доцент, Ошский государственный университет, Ош) считает:
… В этой переписи [1897 года] для нас важно отметить, что этнические группы определялись российскими чиновниками в силу своего понимания. Они определяли ту или иную группу по своему усмотрению. Это вызывало большую путаницу. Поэтому в Семиреченской области не были зафиксированы каракиргизы, а в Ферганской долине более четверти миллиона тюркских наречий остались без определения. Это показывает, что этническое самоопределение в тот период ещё не было точно зафиксировано. Для нас важно, что южные киргизы по итогам переписи были отмечены как каракиргизы, когда как на севере они полностью были включены в киргиз-кайсацкую группу.
Переписчики, как правило, работали через переводчиков и часто были не в состоянии заметить разницу в языке (а перепись 1897 года записывала именно родной язык человека, а не его этническую самоидентификацию), что дополнительно увеличивало погрешность данных.
Кроме результатов переписи, Ж. М. Сулайманов в своей работе анализирует и административные отчёты, составлявшиеся в Семиреченской и Ферганской областях РИ. Отмечает доминирование светского образования в Семиреченской области, испытывавшей более сильное влияние русской культуры, и религиозного мусульманского — в Ферганской, наследовавшей Кокандскому ханству.
Ссылающийся на Сулайманова А. Г. Манаков из Псковского государственного университета (д-р геогр. наук, профессор), в своей работе по этническому ландшафту Средней Азии на рубеже XIX и XX веков, указывает:
… на юго-восточной окраине ареала носителей киргиз-кайсацкого языка местное население уже нельзя рассматривать как казахов. Киргиз-кайсаки Пишпекского и Пржевальского уездов Семиреченской области в дальнейшем были причислены к киргизам (северным киргизам). В данном случае необходимо рассмотреть проблему связи этнонимов «киргиз-кайсак» и «кара-киргиз». Ранее их часто рассматривали как единый народ, но иногда всё же разграничивали равнинных киргиз-кайсаков (ныне казахов) и горных кара-киргизов. В действительности же предки современных киргизов враждовали с киргиз-кайсаками, и в источниках они известны именно как «кара-киргизы» («чёрные киргизы») или «закаменные» (то есть горные) киргизы.
До российского правления различия между северными и южными киргизами определялись их нахождением в двух разных политических образованиях. Северные киргизы находились в состоянии межплеменных войн с казахскими племенами и стремились создать собственное государство. Они видели в соседнем государстве [в Кокандского ханстве] своего врага, который всеми силами препятствовал созданию самостоятельного киргизского ханства. В итоге северные киргизы выбрали путь добровольного присоединения к России и участвовали в российской военной экспедиции против Кокандского ханства.
После присоединения Россией киргизских племён они снова попали в разные административно-территориальные образования. Южные киргизы были включены в состав Ферганской области, которая была создана на территории Кокандского ханства. А северные киргизы оказались в Семиреченской области [и на самом востоке Сыр-Дарьинской]. Из-за незавершённости этнической самоидентификации вряд ли можно применительно к Туркестанскому краю в конце XIX в. точно определить численность собственно киргизов. Южные киргизы по итогам переписи 1897 г. были отмечены как кара-киргизы, в то время как северные киргизы были полностью включены в киргиз-кайсацкую группу…
Разделять в отчётах и статистике казахов и северных киргизов начала лишь советская власть, а до того, и те, и другие считались российскими чиновниками носителями единого киргиз-кайсацкого языка. Что отразилось, в частности, в переписи населения 1897 года.
С. Н. Абашин пишет, что никакая этнографическая карта или этнографическая классификация, какую бы силу реальности она ни приобретала в головах людей и в социальных институтах, не является раз и навсегда утвердившейся, безусловной и окончательной. Любая этнографическая категория (и соответствующая ей идентичность) продолжает существовать, будучи предметом дискуссий, нового подтверждения своего статуса и содержания, новых сомнений и оспаривания. Появление, а затем исчезновение этнонима «киргиз-кайсаки», исчезновение несмотря на его использование такими представителями центральноазиатской интеллигенции, как Ч. Ч. Валиханов, это подтверждает.
С. Н. Абашин также ссылается на известного французского специалиста по Среднему Востоку и исламу О. Руа, который считает, что попытка описывать части и группы среднеазиатского населения к моменту их вхождения в РИ, или к моменту русского завоевания более южных территорий, да и к началу советских реформ, как «этнические общности» вызывает большие сомнения. Руа пишет: «В это время такие термины, как „узбеки“, „таджики“, „киргизы“ и „туркмены“, конечно, использовались, но они в действительности не охватывали весь комплекс взаимодействия идентичностей; понятие „этническая группа“ есть в большей степени политическая конструкция, чем наблюдаемый факт <…>. Идея ассоциирования территории с этнической группой, определяемой языком, была чужда политическим идеям мусульман Средней Азии» [Roy 2000: 3]. По мнению французского исследователя, группу определяла не этничность или язык, а «экологическое пространство, которое она занимала».

## Численность киргизов и «казаков» Российской империи в 1897 году
По оценке Ш. Д. Батырбаевой из Кыргызского национального университета (д-р ист. наук, профессор), численность этнических киргизов на территории Пржевальского и Пишпекского уездов Семиреченской области в 1897 году составляла 278 900 человек (а к 1917 году дошла до 324 тыс.).
В 1897 году население Семиреченской области включало в себя, в терминах царской администрации: «киргиз-кайсаков» — 794 815; русских («великоруссы») — 76 839, украинцев («малоруссы») — 18 611, илийских уйгуров — 55 999, сартов — 14 895, китайцев (видимо, дунган) — 14 130, татар («татары») — 8353.
Таким образом, в 1897 году в Семиреченской губернии среди 794 815 киргиз-кайсаков было 515 915 казаков и 278 900 киргизов (стоит понимать, что оценка переписи очень приблизительна).
В более населённой Сыр-Дарьинской области доля киргизского населения была значительно ниже. По оценке Бартольда — около 50 000, преимущественно на востоке Аулие-атинского уезда (то есть, на конец XIX века, они составляли примерно пятую часть всех киргиз-кайсаков уезда). Впоследствии, в киргизский этнос в Таласской долине могли влиться и представители других народов. Также некоторое количество киргизов проживало в других районах. Так, С. Н. Брежнева сообщает, что киргизами была большая часть «киргиз-кайсаков» Самаркандской области (всего около 63 000) и Ташкентского уезда Сыр-Дарьинской области. Киргиз-кайсаки составляли большинство населения Ташкентского уезда, за исключением самого уездного центра. Какая доля из них принадлежала к киргизским родам, а какая — к казахским, сказать сейчас сложно.
Общая численность людей, записанных в 1897 году как говорящих на киргиз-кайсацком наречии, составляла в РИ 4 084 139 человек (без учёта вассальных Бухарского и Хивинского ханств, где перепись не проходила). Общая численность киргизов, по оценке учёных, тогда была примерно равна 634 890, где 201 682 были ферганскими кара-киргизами, подсчитывавшимися отдельно. Таким образом, общая численность казахов в РИ составляла в 1897 г (приблизительно) 3 650 931 (что получается подсчётом: 4 084 139 — (634 890—201 682)). 
Сравнивать данные переписи 1897 года и текущей статистики нельзя, так как они были построены на разных принципах: перепись фиксировала не «национальность», а «родный язык». А в текущей статистике имела место явная манипуляция разного рода названиями. В её случае чиновники статистических органов сами принимали решение, кого кем считать.
Кроме того, для народов, проживающих на территории Туркестанского генерал-губернаторства, как правило, был свойствен примат конфессионального над национальным, по крайней мере — для народов осёдлых. Это подтверждается тем, что вплоть до 1921 года местное население Туркестанской республики на вопрос о национальности часто отвечало: «мусульманин». Для кочевников же большую роль играла родо-племенная самоидентификация.
Кроме того, если бы всех киргизов в 1897 году было всего 201 682, то для того, чтобы получить в 1926 году 762 736, необходимо было бы, чтобы в течение 29 лет прирост среди них составлял 4,69 % в год, что в тех условиях было совершенно нереально. Особенно учитывая общеимперский голод в 1906 и 1911—1912 годах, Первую Мировую войну, снизившую уровень жизни в тылу, подавленное восстание 1916 года, Гражданскую Войну и общесоветский голод в 1921—1922 годах.